# Marc M'Bahia
Marc M'Bahia est un ancien joueur franco-ivoirien de basket-ball, né le 26 décembre 1969 à Abidjan (Côte d'Ivoire).

## Biographie
Intérieur de petite taille (2,00 m) mais réputé pour ses qualités athlétiques en défense et sa détente, il a commencé sa carrière aux JSA Bordeaux avant de signer au CSP Limoges en 1991.
C'est là qu'il a connu ses heures de gloire, remportant deux titres de champion de France ainsi que la Coupe des champions en 1993 face au Benetton Trévise.
Après son départ mouvementé de Limoges en 1999, il a porté plainte contre son agent et dirigeant de fait du club, Didier Rose, et obtenu sa condamnation pour abus de confiance, violation du secret médical et recel de violation du secret médical, au terme d'une longue bataille judiciaire.
Il a achevé sa carrière professionnelle au Portugal en 2003 puis a de nouveau joué dans une équipe amateur de Limoges (Landouge) durant la saison 2005-2006.
Il est aujourd'hui maître d'œuvre dans un bureau d'études de construction, à Panazol.

## Clubs
- 1988-1989: St André les Vergers
- 1989-1990: Stade Montois Basket (Mont-de-Marsan)
- 1989-1991: Jeunes de Saint-Augustin Bordeaux Basket
- 1991-1999: CSP Limoges
- 1999-2000: Reggio di Calabria (Italie)
- 2000-2001: Imola (Italie)
- 2001-2002: Reggio di Calabria puis Chorale Roanne Basket
- 2002-2003: Telecom Portugal Lisboa (Portugal)
- 2005-2007: Landouge

## Palmarès
- 1991: Champion du Monde militaire avec la France
- 1991-1992: Vice-champion de France avec le CSP Limoges
- 1992-1993: Vainqueur du Championnat de France avec le CSP Limoges
- 1992-1993: Vainqueur de la Coupe des champions avec le CSP Limoges
- 1993-1994: Vainqueur du Championnat de France avec le CSP Limoges
- 1993-1994: Vainqueur de la Coupe Robert Busnel avec le CSP Limoges
- 1997-1998: Vice-champion de France avec le CSP Limoges
- 2002-2003: Vainqueur du Championnat du Portugal avec Lisbonne

## Sources et références
1. ↑  « L'Équipe - L'actualité du sport en continu. », sur lequipe.fr (consulté le 12 septembre 2020).
2. ↑  « Le Point – Actualité Politique, Monde, France, Économie, High-Tech, Culture », sur Le Point.fr (consulté le 12 septembre 2020).